# Antonio de Abreu
António de Abreu (n. c. 1480- d. ?) a fost un explorator și diplomat portughez, născut în Madeira, l-a însoțit pe Afonso de Albuquerque în expediția din anul 1511 spre India. Această expediție a încercat realizarea unei legături comerciale dintre Portugalia și insulele din Oceanul Indian în vederea asigurării dominației portugheze a comerțului cu mirodenii. António de Abreu continuă expediția și părăsind Malacca ajunge în Amboina în luna noiembrie 1511 după ce ajunge pe insulele Sumatra, Java și Bali.În timpul expediției comandantul uneia din corăbii, Francisco Serro căzând prinzonier al unor corsari ajunge până în Ternate.După repetate voiaje între Portugalia și Insulele din Oceanul Indian, din în anul 1526, António de Abreu devine guvernator de Malacca, funcție pe care a îndeplinit-o până la moartea sa survenită la o dată necunoscută.

## Literatură
- Werner P. Lange: Südseehorizonte. Eine maritime Entdeckungsreise Ozeaniens, Urania, Leipzig 1990, ISBN 3-332-00365-8.
- Heinrich Pleticha/Hermann Schreiber: Die Entdeckung der Welt, Ueberreuter, Viena 1993, ISBN 3-8000-3490-5.
- Heinrich Pleticha: Atlas der Entdeckungsreisen, Thienemann, Stuttgart/Viena 2000, ISBN 3-86503-103-X
- Nova Enciclopédia Portuguesa, Ed. Publicações Ediclube, 1996.
- Ricklefs, M.C.: A History of Modern Indonesia Since c.1300, 2nd Edition. MacMillan Londra,  1991, ISBN 0-333-57689